# Moluchia nana
Moluchia nana är en kackerlacksart som beskrevs av Rehn, J. A. G. 1933. Moluchia nana ingår i släktet Moluchia och familjen småkackerlackor. Inga underarter finns listade i Catalogue of Life.